# マイケル・ウィルソン
マイケル・ウィルソン（Michael Wilson, 1914年7月1日 - 1978年4月9日）は、アメリカ合衆国の脚本家である。『陽のあたる場所』（1951年）、『戦場にかける橋』（1957年）の脚本を執筆してアカデミー賞脚色賞を2度受賞した。
共産主義者であったためにマッカーシズムの時代にはハリウッドの映画スタジオのブラックリストに入れられていた。

## 生い立ち
オクラホマ州マッカリスターで生まれ、ローマ・カトリック教徒の家庭で育つ。1936年にカリフォルニア大学バークレー校を哲学の学士号を得て卒業した。

## キャリア
1941年のロレッタ・ヤング主演の『嘆きの白薔薇』で初めて映画の脚本を執筆する。初期の仕事には他に数本のウィリアム・ボイドの西部劇映画があった。
第二次世界大戦でアメリカ海兵隊に務めたために脚本家としてのキャリアは一時中断する。
戦争から戻ると1945年にリバティ・フィルムズと契約して『素晴らしき哉、人生!』（1946年）の脚本に参加するもクレジットはされなかった。
1951年公開の『陽のあたる場所』の脚本を執筆したことにより第24回アカデミー賞脚色賞を受賞する。さらに翌1952年の『五本の指』でもアカデミー賞にノミネートされたほか、エドガー賞映画脚本賞を獲得した。

### ブラックリスト入り
共産主義者であったウィルソンは下院非米活動委員会によって非友好的証人とされ、ハリウッドのブラックリストに入れられた。彼はフランスへと移ってヨーロッパの映画業界で働いた。
ブラックリスト入りしている間に彼は映画『地の塩』（1954年）の脚本を執筆した。これは同じくブラックリスト入りしていたハーバート・ビーバーマンが監督、ポール・ジャリコがプロデューサーを務めた。後にこの映画はアメリカ議会図書館によって「文化的に重要」と見なされてアメリカ国立フィルム登録簿に加えられた。
ウィルソンはブラックリスト入りする以前より遙かに安いギャラでハリウッド映画の脚本を偽名またはクレジット無しで執筆した。その主な作品には他のブラックリスト脚本家も雇っていたキング・ブラザーズ・プロダクションズの『カーニバルの女』（1954年）、 『They Were So Young』（1954年）、オットー・プレミンジャー監督の『軍法会議』（1955年）、ウィリアム・ワイラー監督の『友情ある説得』（1956年）、サム・スピーゲル製作でデヴィッド・リーン監督の『戦場にかける橋』（1957年）、『The Two-Headed Spy』（1958年）、ディノ・デ・ラウレンティス製作の『テンペスト』（1958年）と『Five Branded Women』（1960年）、再びスピーゲルとリーンと組んだ『アラビアのロレンス』（1962年）があった。
『友情ある説得』は第29回アカデミー賞脚色賞にノミネートされたが、当時クレジットに載っていなかったウィルソンはその資格を得られなかった。ウィルソンとカール・フォアマンが脚本を書いた『戦場にかける橋』もまた第30回アカデミー賞脚色賞を獲得するが、当時オスカー像を手にしたのは英語を話すことすらできなかったにもかかわらず脚本家としてクレジットされていた原作者のピエール・ブールであった。
フランスで家族と9年過ごした後、1964年にアメリカに戻り、カリフォルニア州オーハイで暮らし始めた。

### ハリウッド復帰後
ハリウッド復帰後にウィルソンは『いそしぎ』（1965年）、『猿の惑星』（1968年）、『ゲバラ!』（1969年）の脚本を執筆した。
1975年に全米脚本家組合のローレル賞を受賞した。また『戦場にかける橋』によるアカデミー賞脚色賞は没後の1984年に授与された。1995年に映画芸術科学アカデミーはウィルソンを『アラビアのロレンス』でのアカデミー賞脚色賞候補者として承認した。

## 私生活
1941年に建築家のゼルマ・ウィルソンと結婚し、娘を2人もうけた。ゼルマの姉妹であるシリヴィアは彼と同じくブラックリスト入りした脚本家のポール・ジャリコと結婚した。彼は1978年にカリフォルニア州ロサンゼルス郡で心筋梗塞により亡くなった。

## フィルモグラフィ
| 年   | 作品                                         | 役割     | 備考                                 |
| ---- | -------------------------------------------- | -------- | ------------------------------------ |
| 1941 | 嘆きの白薔薇 The Men in Her Life             | 脚本     |                                      |
| 1943 | Border Patrol                                | 脚本     |                                      |
| 1943 | Colt Comrades                                | 脚本     |                                      |
| 1943 | Bar 20                                       | 脚本     |                                      |
| 1944 | Forty Thieves                                | 脚本     |                                      |
| 1946 | 素晴らしき哉、人生! It's a Wonderful Life    | 脚本協力 | クレジット無し                       |
| 1951 | 陽のあたる場所 A Place in the Sun            | 脚本     |                                      |
| 1952 | 五本の指 5 Fingers                           | 脚本     |                                      |
| 1954 | 地の塩 Salt of the Earth                     | 脚本     |                                      |
| 1954 | カーニバルの女 Carnival Story                | 脚本     | クレジット無し                       |
| 1954 | They Were So Young                           | 脚本     | クレジット無し                       |
| 1955 | 軍法会議 The Court-Martial of Billy Mitchell | 脚本     | クレジット無し                       |
| 1956 | 友情ある説得 Friendly Persuasion             | 脚本     | 公開時はクレジット無し               |
| 1957 | 戦場にかける橋 The Bridge on the River Kwai  | 脚本     | 公開時はクレジット無し               |
| 1958 | The Two-Headed Spy                           | 脚本     | 公開時は「ジェームズ・オドネル」名義 |
| 1958 | テンペスト La Tempesta                       | 脚本     | クレジット無し                       |
| 1960 | Five Branded Women                           | 脚本     | 公開時はクレジット無し               |
| 1962 | アラビアのロレンス Lawrence of Arabia        | 脚本     | 公開時はクレジット無し               |
| 1965 | いそしぎ The Sandpiper                       | 脚本     |                                      |
| 1968 | 猿の惑星 Planet of the Apes                  | 脚本     |                                      |
| 1969 | ゲバラ! Che!                                 | 脚本     |                                      |

## 受賞とノミネート
| 賞                   | 年   | 部門   | 作品名             | 結果       |
| -------------------- | ---- | ------ | ------------------ | ---------- |
| アカデミー賞         | 1951 | 脚色賞 | 陽のあたる場所     | 受賞       |
| アカデミー賞         | 1952 | 脚色賞 | 五本の指           | ノミネート |
| アカデミー賞         | 1956 | 脚色賞 | 友情ある説得       | ノミネート |
| アカデミー賞         | 1957 | 脚色賞 | 戦場にかける橋     | 受賞       |
| アカデミー賞         | 1962 | 脚色賞 | アラビアのロレンス | ノミネート |
| ゴールデングローブ賞 | 1952 | 脚本賞 | 五本の指           | 受賞       |

## 関連文献
- Caballero, Raymond. McCarthyism vs. Clinton Jencks. Norman: University of Oklahoma Press, 2019.
- Planet of the Apes (Magazine) #2, October 1974.  P. 48–52, "Michael Wilson: The Other Apes Writer," by David Johnson.  An exclusive interview with the co-author of the original Planet of the Apes movie.
- Merck, Mandy (2007). Hollywood’s American Tragedies: Dreiser, Eisenstein, Sternberg, Stevens. Oxford: Berg Publishers. ISBN 978-1-84520-664-2.